# Monument voor de Italiaanse matroos

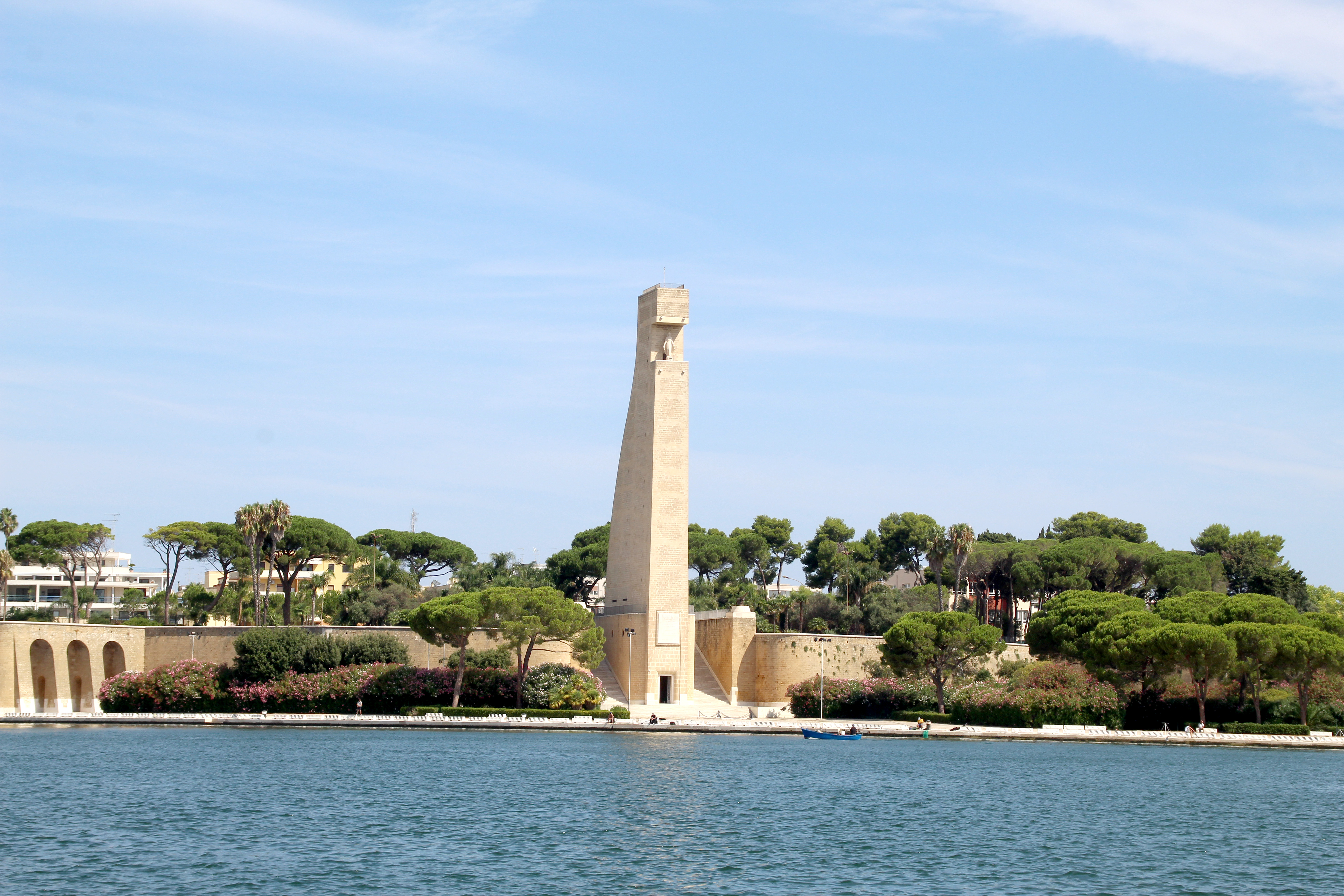
Monumento al Marinaio d'Italia in Brindisi

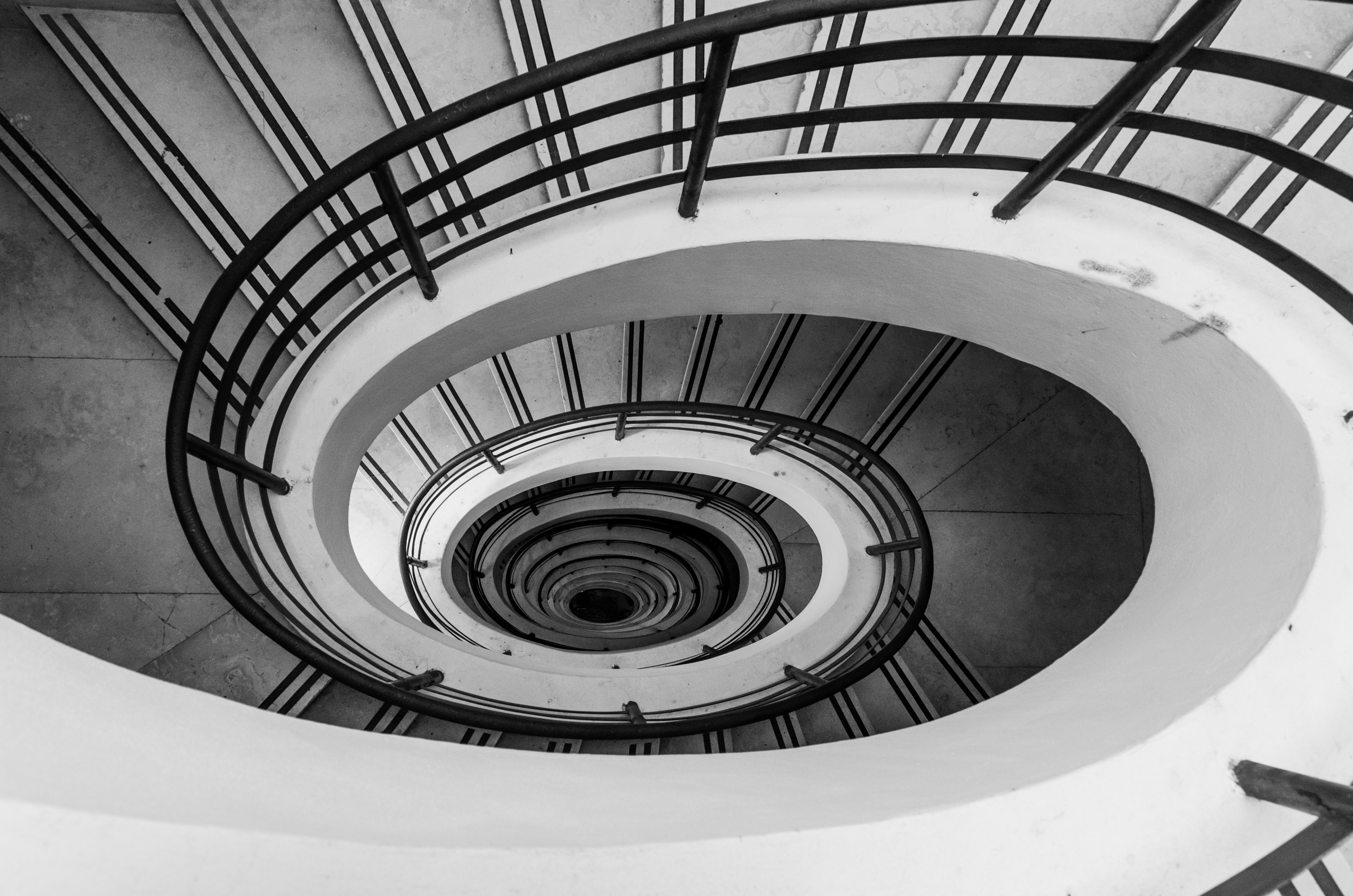
Trap naar de top

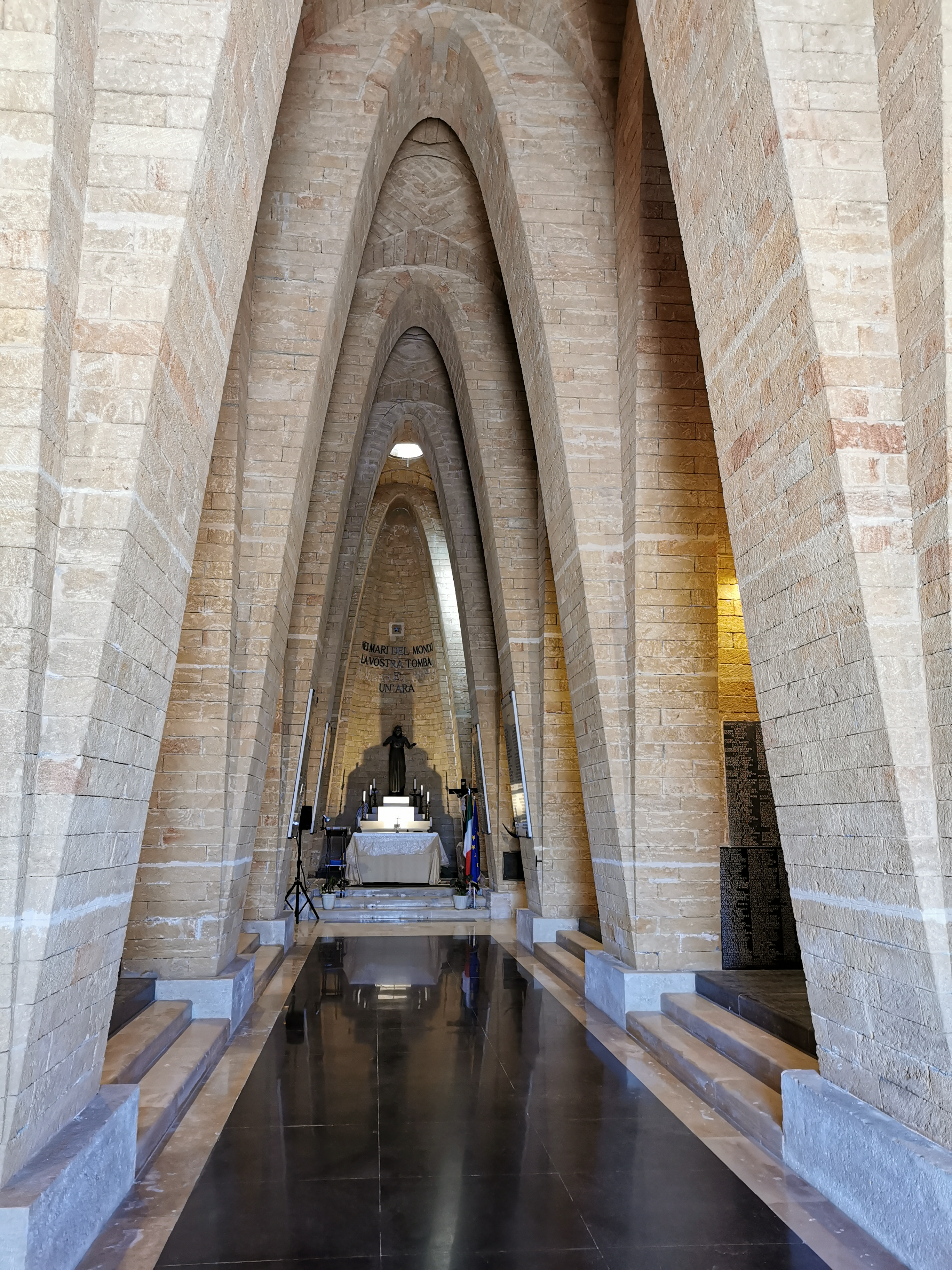
Crypte

Het Monument voor de Italiaanse matroos of Monumento al Marinaio d’Italia (1933) is een nationaal oorlogsmonument in Brindisi, in de regio Apulië. Het herdenkt in oorsprong de gesneuvelde zeelui van de Koninklijke Vloot van Italië tijdens de Eerste Wereldoorlog.

## Beschrijving
Het monument staat midden in de haven van Brindisi, in de straat Via Duca degli Abruzzi. 
Het is 53 m hoog te rekenen vanaf het bovenste terras en 68 hoog vanaf de oever. Het heeft de vorm van een zeil. Vanuit de lucht bekeken heeft het de vorm van een vogel, waarbij de twee zijmuren van het memoriaal de vleugels zijn van de vogel. In de top van het monument is er een uitkijkplatform met een Mariabeeld.  
Het monument heeft onderaan een crypte in de vorm van een scheepsruim. Achterin staat een koperen Mariabeeld genaamd Stella Maris. In de crypte staan de namen in marmer gegrift van de 6.000 zeelui die stierven in de Eerste Wereldoorlog. Ankers en andere onderdelen van Oostenrijks-Hongaarse marineschepen dienen als versiering.

## Historiek
Na de Eerste Wereldoorlog beslisten admiraal Thaon de Revel en medestanders om de gesneuvelde Italianen van de vloot te herdenken. De keuze viel op de stad Brindisi. De reden was de strategische rol die de vloot vanuit Brindisi gespeeld had. In 1915 wisselde het koninkrijk Italië namelijk van kamp. Italië sloot zich aan bij de Geallieerden. Van de ene dag op de andere sloten de Italianen de Adriatische Zee af voor Oostenrijk-Hongarije. Duitsers en Oostenrijkers spraken van de Otranto-Sperre of het afsluiten van de Straat van Otranto. De vloot van Oostenrijk-Hongarije was ingesloten, en dit gebeurde allemaal vanuit Brindisi.
De Italiaanse Vloot organiseerde in de jaren 1920 concerten in heel Italië om het monument te financieren. De regeringscommissaris van het project was Achille Starace. Starace was een fascistenleider afkomstig van Gallipoli, nabij Brindisi gelegen, ook in de regio Apulië. Doch de fondsen bleken ontoereikend en ondanks nieuwe giften gebeurde er niets met het ontwerp van architect Saverio Dioguardi.
Benito Mussolini, de fascistische leider in het koninkrijk Italië, besliste in 1932 dat er voldoende budget beschikbaar was om de bouw te starten. Een nationale architectenwedstrijd werd op poten gezet. Uit de 92 inzendingen koos het regime voor het plan van architect Luigi Brunati en beeldhouwer Amerigo Bartoli. Hun thema was Sta Come Torre of Sta recht zoals een toren. De bouw vond plaats van 1932 tot 1933. Op 4 november 1933 werd het Monument voor de Italiaanse matroos ingehuldigd. Victor Emanuel III, koning van Italië, en Achille Starace waren de prominenten. 
Later werden herdenkingsplaten toegevoegd voor de 33.900 gesneuvelde zeelui van de Koninklijke Italiaanse vloot tijdens de Tweede Wereldoorlog. In 1965 installeerde Giulio Andreotti, minister van Defensie, plechtig de installatie van een eeuwige vlam. 
Er volgden herdenkingsplaten van Italiaanse mariniers gesneuveld tijdens UNO-vredesmissies, onder meer in Libanon.
In 2014 stond het ministerie van Defensie in Rome het eigendom af aan de stad Brindisi.